# 俄罗斯占领贝鲁特

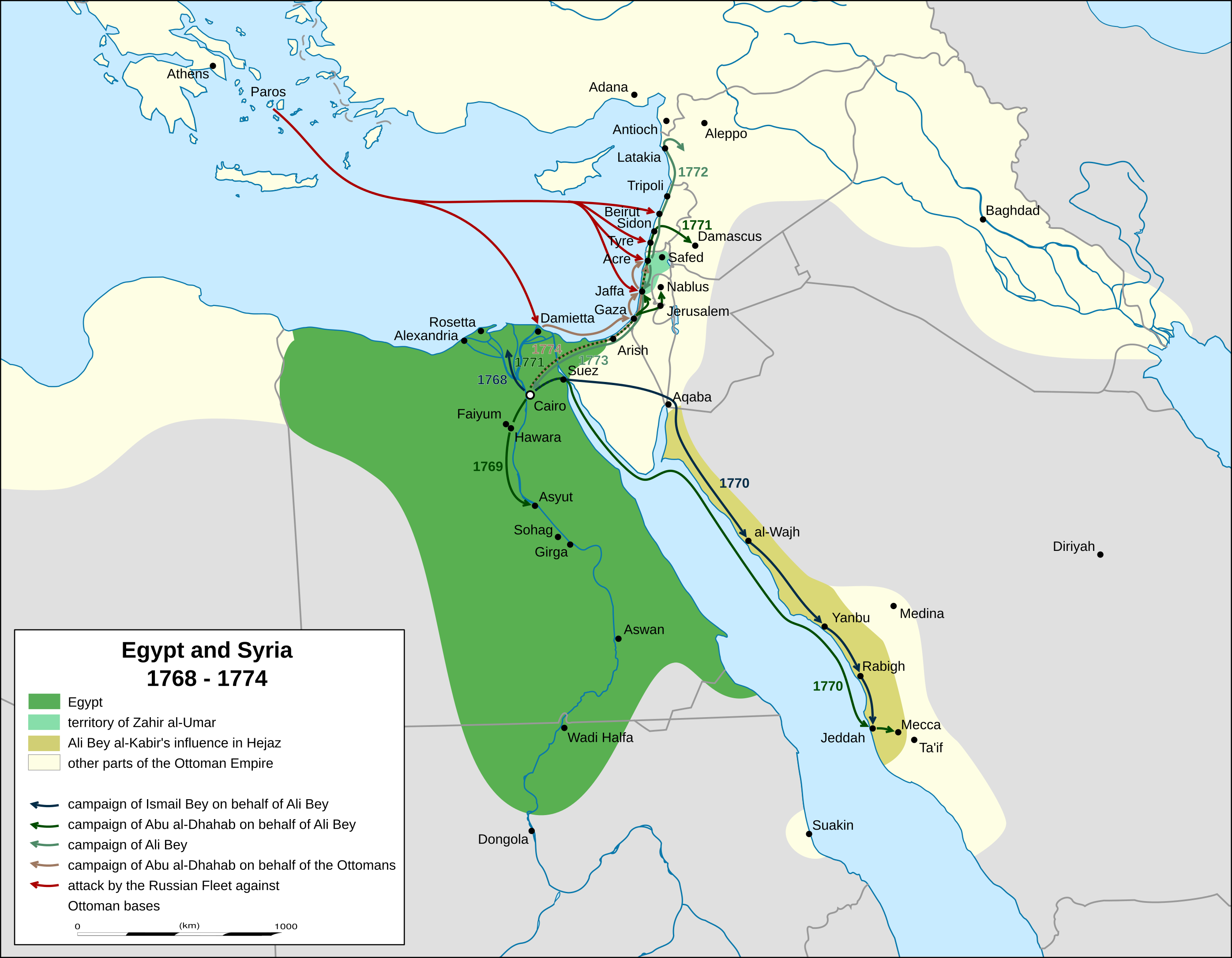
根据当代历史学家索沃尔·吕西尼昂的记述，1768 年至 1774 年间阿里贝伊和查希尔的领土范围以及俄罗斯海军在黎凡特的调动情况

1768 年至 1774 年俄土战争期间，俄罗斯帝国海军地中海舰队曾两度占领贝鲁特，第一次是在 1772 年 6 月，第二次是在 1773 年 10 月至 1774 年初，作为其黎凡特战役的一部分。俄罗斯此举的主要目的是协助埃及自治统治者阿里·贝伊·卡比尔领导的当地势力，后者公开反抗奥斯曼帝国。
以叶卡捷琳娜大帝为首的俄罗斯正在欧洲对奥斯曼帝国施压。阿里利用帝国对俄罗斯的关注宣布埃及独立；1771 年，他派遣由穆罕默德贝伊阿布扎哈卜率领的军队占领了奥斯曼帝国在黎凡特的领土。阿布·扎哈卜意外地回来挑战阿里，争夺埃及的控制权。阿里请求俄罗斯提供军事援助，对抗他的对手和奥斯曼帝国。当一支小型俄罗斯舰队提供的援助抵达该地区时，阿里已经逃离埃及，并在其盟友查希尔·奥马尔的权力基地阿克里避难。在帮助击退奥斯曼帝国对西顿的进攻后，俄罗斯舰队启航前往贝鲁特。他们于 1772 年 6 月轰炸了该镇，并从 6 月开始占领了该镇 23至28。
阿里请求俄罗斯提供进一步援助，以从阿布·扎哈卜手中收复埃及。俄罗斯最近与奥斯曼帝国达成了停战协议，限制了他们在该地区的介入。然而，他们确实向阿里承诺派遣一支庞大的中队。阿里急于率领一支小部队前往埃及，但在开罗附近被击败；他被囚禁并在几天后去世。 1773 年 6 月，当俄罗斯舰队抵达并得知阿里的命运时，其指挥官与查希尔和德鲁兹派酋长尤素夫·希哈卜结盟。后者同意向俄罗斯人进贡，以换取他们将贝鲁特从贾扎尔帕夏（ Shihab）的统治下解放出来。贾扎尔帕夏是希哈布不服从的附庸，希哈布最近任命他为贝鲁特的总督。对该镇的轰炸始于八月 2，两个月后，贾扎尔于 10 月投降。 10.留下数百名阿尔巴尼亚雇佣兵作为占领者。
这些占领的历史意义还有待商榷。尽管时间很短，但这却是 250 多年来贝鲁特首次被奥斯曼帝国以外的势力统治。这也是俄罗斯首次对阿拉伯城市实施统治。

## 背景
自 18 世纪初以来，奥地利和俄罗斯对奥斯曼帝国北部边境施加压力，导致奥斯曼叙利亚各阿拉伯省份的地方长官们开始反抗统治。 1768 年，当俄罗斯帝国正在奥斯曼帝国边境附近镇压波兰起义时，一个哥萨克军团追赶一些叛乱分子越过边境，并在巴尔塔镇进行了大屠杀。 苏丹最终作出回应，向俄罗斯宣战。 他向马穆鲁克王朝的阿里贝伊寻求军事援助，阿里贝伊是当时奥斯曼帝国埃及最有权势的官员。阿里密切关注着战争的进程，并于 1769 年派遣所需的 3,000 名士兵前往援助奥斯曼帝国。然而，次年年初，他宣布埃及独立，主要是为了回应与俄罗斯的战争。后来，他与巴勒斯坦北部富有的阿拉伯统治者查希尔·奥马尔结盟。阿里和查希尔在反对伊斯兰原教旨主义、反对苏丹对欧洲的孤立主义政策以及禁止奥斯曼帝国政要进入其宫廷等方面有着共同的立场。

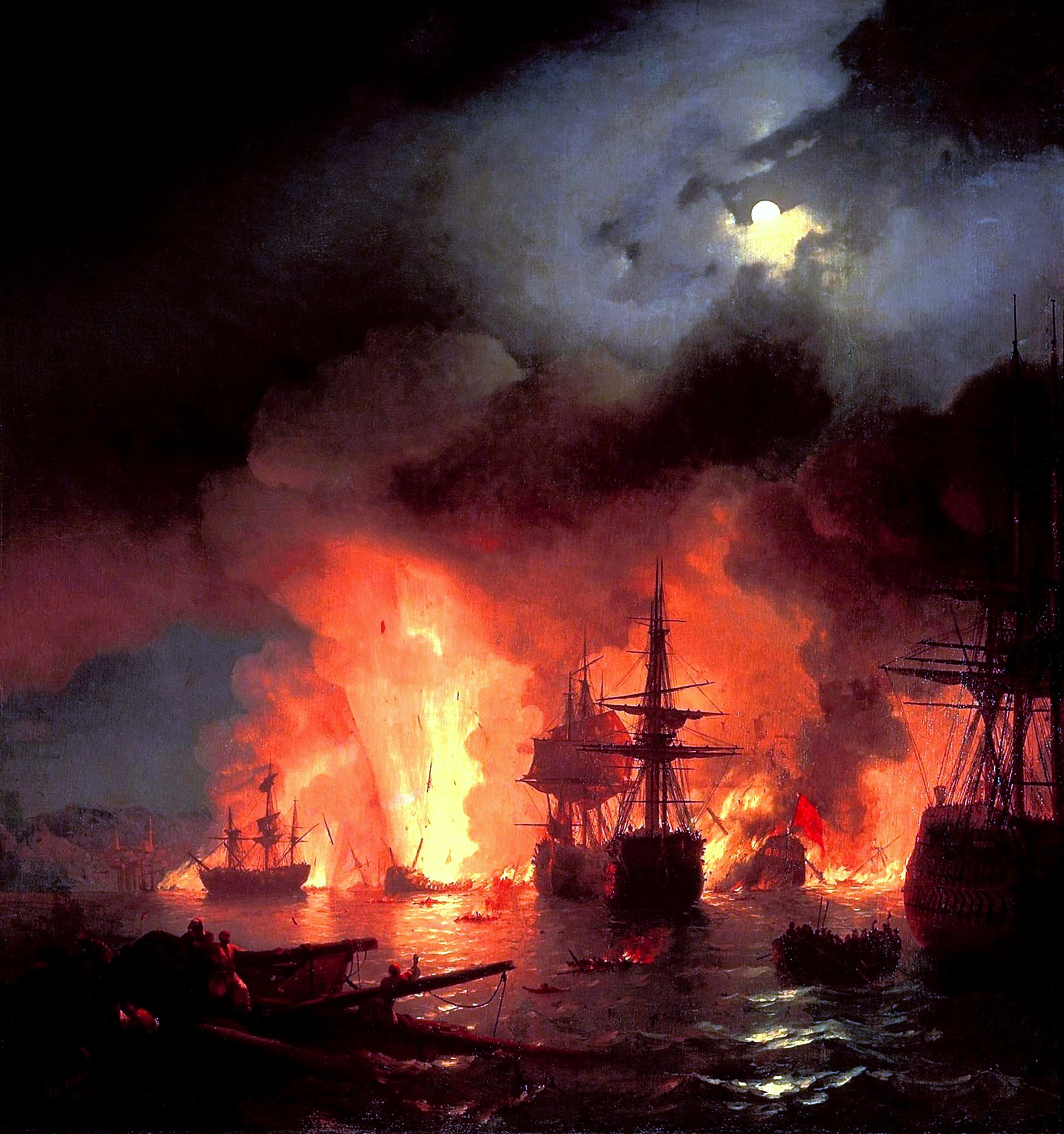
伊凡·艾瓦佐夫斯基的《切什梅夜战》 （1848 年)

与此同时，由于俄罗斯在黑海缺乏一支有组织的舰队，叶卡捷琳娜大帝与伯爵阿列克谢·格里戈里耶维奇·奥尔洛夫制定了计划，从波罗的海舰队中抽调大量舰船，部署到地中海。 俄罗斯希望他们从背后袭击土耳其海峡，并希望其在爱琴海的海军存在能激起希腊的叛乱。 这支新组建的地中海舰队由奥尔洛夫率领，海军上将格里戈里·斯皮里多夫指挥，于 9 月从哥本哈根启航。 23，1769。到三月 1770年12月1日，第一支支队停泊在摩里亚南部海域，奥尔洛夫起义就在此爆发。随后几个月，该地区不同地点遭到轰炸和部队登陆。 七月 7 一支土耳其舰队在切斯马海战中被击溃，奥斯曼帝国海军陷入瘫痪，使得俄罗斯海军在战争的剩余时间里掌控了地中海的海军指挥权。幸存的土耳其船只撤退至达达尼尔海峡。海军少将约翰·埃尔芬斯通提议直接攻击君士坦丁堡，但奥尔洛夫说服他用舰队封锁海峡，而舰队的其他部分则在爱琴海北部发动攻势。
自 15 世纪以来，俄罗斯编年史就将穆斯林描述为哈加利人。这是一个贬义词，暗示他们是被流放到西奈沙漠的圣经夏甲的后裔。俄罗斯宫廷知道奥斯曼帝国的突尼斯、阿尔及利亚和的黎波里塔尼亚在 18 世纪已经实现自治。 尽管凯瑟琳对穆斯林持负面看法，但还是毫不犹豫地将他们视为潜在的盟友。 1769 年 7 月 15 日，她指示斯皮里多夫除非受到挑衅，否则不要攻击上述国家的船只，并促使他试图让巴巴里国家反抗他们的奥斯曼帝国霸主。由于突尼斯和阿尔及利亚站在奥斯曼帝国一边作战，叶卡捷琳娜的计划未能实现，而的黎波里的阿里帕夏与奥尔洛夫的通信也没有取得重大成果。
1770 年末，阿里贝伊派遣 40,000 人的军队前往巴勒斯坦，由他信任的将军穆罕默德贝伊阿布扎哈卜指挥。1771 年春，这支军队与查希尔的军队会合，并占领了黎凡特的几座城镇。然而，六月初大马士革陷落后不久，奥斯曼帝国特工就成功说服阿布·扎哈卜反对阿里贝伊，并承诺任命他为埃及统治者，而不是他的霸主。阿布·扎哈卜率军撤退，并与他的前主人卷入了争夺埃及控制权的权力斗争。而扎希尔则在自己的酋长国中陷入孤立，不得不独自面对奥斯曼帝国不可避免的反攻。 阿里贝伊当时确信，通过与俄罗斯结盟，他可以扭转最近的挫折。十二月 1771 年 2 月 2 日，他派遣一名名叫雅库布的亚美尼亚特使到爱琴海帕罗斯岛的地中海舰队总部与奥尔洛夫会面，并向俄罗斯人提出结盟。
这一提议后来被沙皇皇后接受，但她是在阿里贝伊不再统治埃及之后才得知这一联盟的。 当他与阿布·扎哈卜之间的对峙最终升级为武装冲突时，他被迫离开该国并向盟友查希尔寻求庇护。 在不知道阿里逃走的情况下，奥尔洛夫命令与阿里取得联系，由希腊副官里佐指挥的一支支队启航前往达米埃塔，但在得知阿里的命运后很快就离开了港口。中队随后沿着巴勒斯坦海岸搜寻他，并最终于 6 月在阿克里找到了他。 3.里佐随后派遣一支支队前往北方，在贝鲁特附近的提尔拦截了一艘奥斯曼护卫舰。与此同时，在西顿，查希尔的 6,000 名小军队正遭到包括德鲁兹人在内的 30,000 名奥斯曼帝国军队的围攻。里佐的舰船加入了驻军，炮击了奥斯曼帝国的袭击者，袭击者随后不久撤退。

## 首次职业
新组建的联盟希望利用奥斯曼帝国在西顿的挫折，决定将俄罗斯舰队派遣到当时由德鲁兹人控制的小港口城市贝鲁特。根据研究员威廉·珀森 (William Persen) 的说法，这次远征的目的既是让德鲁兹人陷入困境，又是为了惩罚他们站在土耳其政府一边。封锁他们的港口就可以实现这一目标。贝鲁特也是该地区唯一一个至今仍受奥斯曼帝国统治的港口。
里佐的舰队很可能不知道俄罗斯和波特最近达成了停战协议，于 6 月出现在该镇海岸附近。 18 与泰尔和阿卡支队重新会合后。这支部队由两艘护卫舰组成， Sv.尼古拉和Sv。帕维尔，四艘波拉卡帆船，五艘半帆船和四艘三桅帆船。该船运送的是一支主要由希腊和阿尔巴尼亚雇佣兵组成的步兵师。同一天，奥斯曼帝国开始炮击该镇，停靠在港口的船只全部被击沉。 《叶卡捷琳娜二世和东方》一书的作者奥里昂在他的版本中写道，里佐向贝鲁特保卫者发出了 24 小时最后通牒，要求他们悬挂俄罗斯国旗并表示敬意。海军攻势持续了五天，其中六月登陆部队的进攻未成功 21.经过两天的猛烈轰炸，他们终于在六月登陆。 23并花了数小时洗劫该镇及其集市。劫掠所得总额约为 550,000基尔什，包括贸易商品和现金。 俄国人于 6 月离开 28 日，他从统治周围山区的德鲁兹埃米尔尤素夫·希哈布那里得到了额外的报酬。希哈布还同意与联盟建立为期四个月的联盟关系。

## 阿里贝伊起义结束
俄国人撤离后，奥斯曼帝国将贝鲁特割让给尤素夫·希哈布的黎巴嫩山酋长国。而希哈布则任命曾在阿里贝伊手下服役的艾哈迈德贝伊贾扎尔负责该镇的保卫。 当阿里在阿克里与他的盟友轰炸贝鲁特时，他接见了他的使者雅各布。他乘坐一艘俄罗斯护卫舰前来，带着叶卡捷琳娜的礼物和友好口信。叶卡捷琳娜在口信中向他保证，她将致力于俄罗斯与埃及统治者的联盟。然而，阿里对这一姿态并不满意，他寻求俄罗斯以步兵、炮兵和海军支援的形式提供军事援助，以从阿布·扎哈卜手中夺回埃及。他派遣一位新使者带着此信息去见奥洛夫。根据历史学家爱德华·洛克罗伊 (Édouard Lockroy) 的说法，他可能还向俄罗斯人提供了对耶路撒冷基督教圣地的控制权。
奥尔洛夫回应阿里，他受与土耳其政府的停战协议的约束。他承诺派遣一支由俄罗斯军官和炮兵组成的小型部队，并承诺一旦情况允许，将向阿里提供他所需要的一切援助。夏季，阿里和扎希尔的军队围攻了雅法城。 9 月，一艘俄罗斯运输船加入了围攻，并在该城市附近投放了火炮。一个月后，这艘船起航，向奥洛夫带来了新的恳求。 另一支俄罗斯海军支队在中尉帕纳奥蒂·阿莱克西亚诺（ Alexiano）的指挥下于11月抵达雅法，再次加入炮击，并告知阿里奥尔洛夫计划为他的事业组建一支大型舰队。阿莱克西亚诺的舰队由护卫舰Sv.组成。保罗和一些波拉卡人，此前还在达米埃塔附近摧毁了两艘巴巴里船只，并俘获了一些较小的船只。
关于阿布·扎哈卜阵营中不服从命令的谣言和埃及日益增长的异议引起了阿里的注意。他变得不耐烦了，1773 年 4 月，他率领一支小部队前往埃及，尽管一个月前他就已得到俄罗斯援助将很快抵达的保证。阿里的军队在开罗附近被对手的军队击败。他被捕并在几天后死亡，可能是因中毒而死。 与此同时，贾扎尔已加强了贝鲁特的防御并选择独立于谢哈布行事，宣称他只承认苏丹对该镇的权威。奥尔洛夫承诺的舰队由米哈伊尔·加夫里洛维奇·科朱霍夫上校指挥，于 6 月抵达阿克。听闻阿里的死讯后，科朱霍夫同意与查希尔签订一份“友好条约”。

## 第二职业
7 月，科朱霍夫率领他的舰队（至少有 222 门火炮）出现在贝鲁特海岸附近 6号，搭载1200名阿尔巴尼亚雇佣兵和机动炮兵部队。当大马士革帕夏拒绝向希哈布提供对抗贾扎尔的援助时，查希尔已经与希哈布达成了结盟协议。在随后长达一个月的谈判中，德鲁兹埃米尔成功通过查希尔和他的叔叔阿米尔·穆萨·曼苏尔说服科朱霍夫将贝鲁特交给他。希哈布将缴纳30万基尔什的贡金，并将该镇置于俄罗斯的保护之下。科朱霍夫则承诺，他的军队不会像 1772 年的俄国占领者那样掠夺该镇。双方同意，俄罗斯将扣留曼苏尔作为人质，直到谢哈布全额付款。
战斗序列
当科朱霍夫的舰队抵达贝鲁特时，其舰队由下列舰只组成:
| 纳德日达（科祖霍夫） | 护卫舰 | 三十二 |
| Sv。帕维尔           | 护卫舰 | 二十六 |
| Sv。尼古拉           | 护卫舰 | 二十六 |
| 纳克西亚             | 护卫舰 | 22     |
| 斯拉瓦               | 护卫舰 | 16     |
| Sv。阿列克西         | 波拉卡 | 20     |
| Sv。安娜             | 波拉卡 | 20     |
| Sv。叶卡捷琳娜       | 波拉卡 | 18     |
| 斯尼克斯             | 波拉卡 | 12     |
| 扎比亚卡             | 大篷车 | 18     |
| 六艘半帆船           |        |        |

轰炸开始于八月 2日，轰炸持续了一整天，摧毁了港口区域及其塔楼。 据该市的法国领事称，噪音非常大，甚至距离约 25 英里（40 公里）的西顿都能听到。阿拉伯消息来源称，甚至在大马士革都能听到这声音。贝鲁特大部分地区被毁，但贾扎尔拒绝投降。科朱霍夫命令部队和炮兵登陆并发动地面攻击。城墙多处被攻破，但希哈布拒绝派遣军队进攻该镇，理由是协议规定科朱霍夫必须将该镇交给德鲁兹人，并支付报酬。科朱霍夫选择维持海陆封锁，切断该镇的粮食供应。 希哈布和扎希尔的军队击溃了由的黎波里帕夏指挥的从贝卡进军的奥斯曼救援军。
贾扎尔于九月底开始与袭击者进行谈判。由于担心向谢哈布或科朱霍夫投降最终会导致自己被处决，他提出向扎希尔投降，并在他的指挥下服役。 贾扎尔于十月投降贝鲁特 10日,他率领800名马格里布驻军前往阿卡。 到进攻结束时，俄军共有 34 人阵亡，96 人受伤。根据他与谢哈布的安排，科朱霍夫在停靠后只夺取了两艘半帆船和一些武器。当后者无法向俄罗斯人支付承诺的全部金额时，科朱霍夫威胁要杀死他的德鲁兹人质曼苏尔。希哈布设法支付了部分款项，科朱霍夫接受了，但需支付余额。俄国指挥官和他的舰队启程前往爱琴海，留下 300 名阿尔巴尼亚雇佣兵看守被软禁的曼苏尔，并以占领者的身份留在城里。
阿尔巴尼亚人占领贝鲁特直到 1774 年 1 月底或 2 月初, 但尚不清楚他们是否收到了应付的余额。 根据来自西顿的法国领事馆的报告，占领者在贝鲁特上空悬挂着俄罗斯国旗，并在该城正门上悬挂了叶卡捷琳娜大帝的巨幅画像，迫使游客向其致敬。

## 后果和遗产

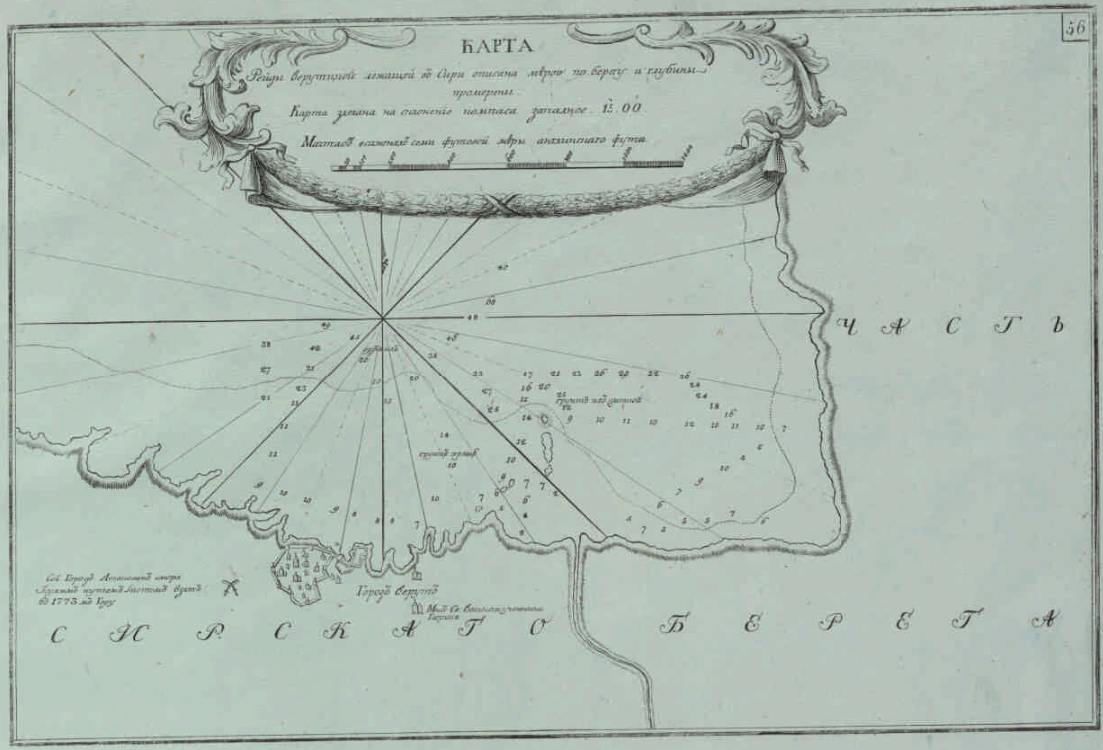
1788 年印刷的《群岛地图集》中的贝鲁特地图

贝鲁特投降后不久，贾扎尔和他的马格里布雇佣兵就从查希尔的营地叛逃到奥斯曼帝国。 随着 1774 年初俄国人的撤离以及同年《库楚克开纳尔卡条约》的签署，查希尔不得不独自面对土耳其政府的报复。俄土和平条约允许俄罗斯在地中海的任何地方设立领事馆，开辟与中东的贸易路线，并保障圣地基督教朝圣者的安全，但并未提及查希尔或俄罗斯在战时在该地区获得的领土。1775 年 8 月，查希尔在由埃及的阿布·扎哈卜率领的奥斯曼军队围攻阿克里期间被杀。由于希哈布从未直接反抗奥斯曼帝国，他很快就得到了奥斯曼帝国的赦免。但由于贾扎尔 (Jazzar) 的重税，他于 1776 年被迫放弃贝鲁特。贾扎尔当时刚被奥斯曼帝国政府任命为西顿帕夏。
这是阿拉伯城市首次受到俄罗斯统治，也是自两个半世纪前奥斯曼帝国征服该地区以来，贝鲁特首次脱离奥斯曼帝国的控制。 1773 年，“Place des Canons”（“大炮广场”）成为如今贝鲁特中心区烈士广场的通用名称。尽管是非官方的，但这个名字一直使用到 20 世纪 50 年代。它指的是俄罗斯人在广场上部署的大型火炮，当时广场是城墙东边的一片空地，被称为 Bourj。
这项短暂的占领的重要性仍然是对其进行分析的相对较少的历史学家和学者争论的话题。威廉·珀森 (William Persen) 在 1952 年对这一事件的评估中，淡化了占领的重要性，只是将其描述为“西方渗透中东的新力量”。 另一方面，P·珀米诺夫 (P. Perminov) 等苏联学者则将其描述为现代冷战时期苏联向第三世界国家民族解放运动提供援助的早期表现。

## 笔记
1. ↑  Çeşme is sometimes spelled "Chesma" or "Chesme".
2. ↑  By the time Yaqub reached Paros, Orlov had been gone for four days on a mission to Livorno. Spiridov, who had been in charge there, told Ali's envoy that he was not at liberty to form an alliance. Yaqub then sailed to Livorno, where he met Orlov, after which he travelled all the way to Saint Petersburg to pass the message to Catherine herself.[12]
3. ↑  According to Lusignan, a certain Amir Mahamut was appointed by the Greek captain Anton Psaro, as governor of Beirut, in response to calls by members of the local Greek Orthodox community for greater protection in the face of their Druze overlords. Lusignan, however, also designates April as the month in which the events take place, contradicting other accounts of this occupation.[17]
4. ↑  Some Arab chroniclers, such as Tannus al-Shidyaq, wrote that the Russians were fully repaid. On the other hand, Paul Masson, author of Histoire du commerce français dans le Levant au XVIIIe siècle, wrote that "100 purses" were never paid.[29]

## 进一步阅读
- Michael F., Davie; Frumin, Mitia.  (PDF). E-Perimetron. 2007, 2 (2): 52–65  [10 May 2018]. （原始内容 (PDF)存档于21 April 2018）.